# Teorema de Slutsky
En teoría de la probabilidad, el teorema de Slutsky extiende algunas propiedades de operaciones algebraicas sobre sucesiones convergentes de números reales a sucesiones de variables aleatorias.
El teorema lleva el nombre de Yevgueni Slutski aunque es también atribuido a Harald Cramér.

## Enunciado
Sean {Xn}, {Yn} sucesiones de variables aleatorias. 
Si  Xn converge en distribución a una variable aleatoria X; e Yn converge en probabilidad a una constante c, entonces
- {\displaystyle X_{n}+Y_{n}\ {\xrightarrow {d}}\ X+c;}
- {\displaystyle X_{n}Y_{n}\ {\xrightarrow {d}}\ cX;}
- {\displaystyle X_{n}/Y_{n}\ {\xrightarrow {d}}\ X/c,}   siempre que c ≠ 0,

donde {\displaystyle {\xrightarrow {d}}} denota convergencia en distribución.
Observaciones:
1. En el enunciado del teorema, la condición “Yn converge en probabilidad a una constante c” puede ser reemplazada con “Yn converge en distribución a una constante c” — estas dos condiciones son equivalentes debido a propiedades de la convergencia de variables aleatorias.
2. La condición Yn converge a una constante es importante — si convergiera a una variable aleatoria no degenerada, el teorema podría no ser válido.
3. El teorema sigue siendo válido si se reemplaza, en todos los casos, convergencia en distribución por convergencia en probabilidad debido a propiedades de la convergencia de variables aleatorias.

## Demostración
Este teorema se deduce del hecho de que si Xn converge en distribución a X e Yn converge en probabilidad a una constante c, entonces el vector (Xn, Yn) converge en distribución a (X, c).  Luego, se aplica el teorema de la aplicación continua, considerando las funciones g(x,y)=x+y, g(x,y)=xy, y g(x,y)=x−1y como continuas (para que la última función sea continua, x debe ser invertible).